# Museo de Fotografía Shōji Ueda
El Museo de Fotografía Shōji Ueda (植田正治写真美術館 Ueda Shōji Shashin Bijutsukan?) es un museo de fotografía situado en Hōki en la Prefectura de Tottori que dispone en sus fondos de fotografías de Shōji Ueda.
Fue fundado en 1995 para albergar las 15.000 fotografías del fotógrafo Shōji Ueda. El edificio fue diseñado por Shin Takamatsu. Dispone de cuatro salas de exposiciones con fotografías agrupadas según su orientación: modernismo, realismo, actitud y visión. Tiene una sala de vídeo con buen equipamiento y una biblioteca.